# Asterió (déu)
|  | No s'ha de confondre amb Asterió. |

Asterió (en grec antic: Ἀστερίων) va ser, segons la mitologia grega, un déu-riu d'Argos.
Era un fill d'Ocèan i Tetis. Va tenir tres filles, Eubea, Prósimna i Acrea, que van ser les nodrisses d'Hera.
Asterió va ser un dels tres déus fluvials (els altres dos eren Ínac i Cefís) que van concedir el territori d'Argos a Hera i no a Posidó. Posidó, irat, va assecar les aigües dels tres rius perquè no fluïssin a menys que plogués, i a l'estiu sempre estaven secs.
El riu Asterió d'Argos s'esmenta a les Dionisíaques de Nonnos de Panòpolis, on fa referència a un ritus en què els homes joves dedicaven els seus cabells al riu.
Asterió és també el nom d'una planta, que menciona Dioscòrides. Sobre aquesta herba, que es troba prop del temple d'Hera a l'Argòlida, Pausanias va dir: «A les seves ribes (de l'Asterió) creix una planta, que també s'anomena asterió. L'ofereixen a Hera, i amb les seves fulles trenen garlandes».